# 리베카 메이더
리베카 리 메이더 (Rebecca Leigh Mader, 1977년 4월 24일 ~ )는 잉글랜드의 배우이다. 나의 모든 아이들의 모건 고던 역과 로스트에서 샬럿 루이스 역을 맡은 것으로 잘 알려져 있다.

## 직업 활동
메이더는 뉴욕에서 로레알, 콜게이트 팔모리브, 웰라 헤어에서 1년간 모델로 일한다.
2006년, 메이더는 폭스의 법정 드라마, 정의에 주연으로 발탁되었으며 2008년에는 ABC의 드라마 시리즈 로스트에서 인류학자 샬럿 루이스 역으로 출연했다.